# Boleslav I. Vysoký
Boleslav I. Vysoký též Dlouhý (polsky Bolesław I Wysoki) (1127 – 8. prosince 1201) byl prvním Piastovcem, který nosil titul slezský kníže (lat. dux Slesie), zakladatel dolnoslezského rozrodu slezských Piastovců.

## Život

### Mládí a exil
Boleslav se narodil roku 1127. Mládí trávil na dvoře svého dědečka Boleslava III. Křivoústého v Krakově. Krátce před jeho smrtí rozdělil Polsko na několik knížectví, v takzvaném testamentu Boleslava Křivoústého. Jeho otec Vladislav II. Vyhnanec získal Slezsko, které se mělo dědit mezi jeho potomky. Po smrti Boleslava III. Křivoústého v roce 1138 se podle seniorátu stal seniorem jeho otec Vladislav II. Vyhnanec. Boleslav zůstal v Krakově, jen se již nenacházel na dvoře svého dědečka, ale otce Vladislava II. Vyhnance. Vláda Vladislava Vyhnance byla krátká a krutá. Doufal, že napodobí svého otce Boleslava III. Křivoústého a sjednotí zem. Boleslavova nevlastní babička Salomena z Bergu se proto snažila najít svým synům spojence. Z toho důvodu se snažila provdal svojí nejmladší dceru Anežku za Vsevolda II. Kyjevského. Na to zareagoval Vladislav po svém. Svého syna Boleslava provdal za Zvinislavu Kyjevskou, dceru Vsevolda II. Kyjevského. Svatba se konala v 1142.

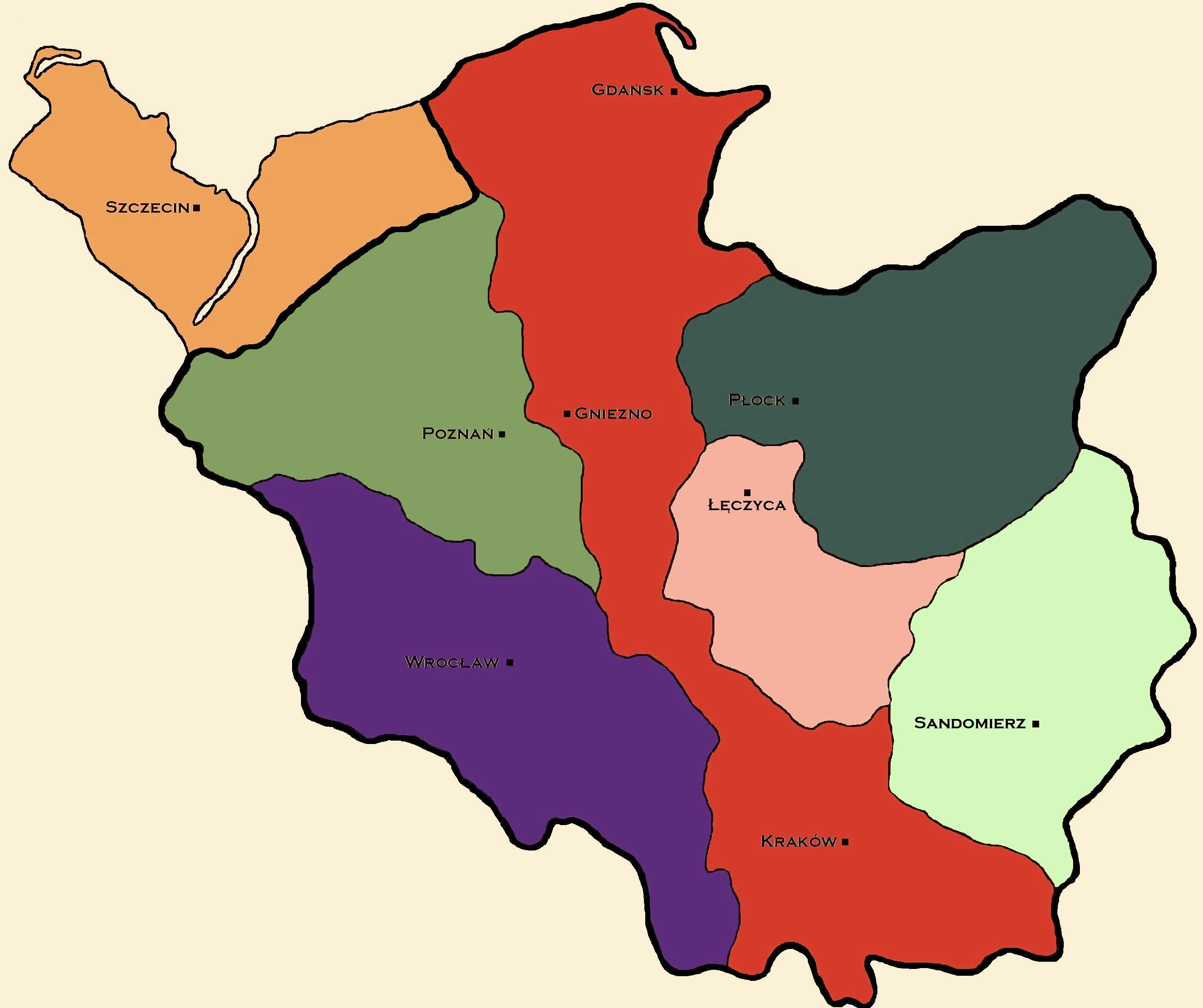
Testament Křivoústého, knížectví Vladislava Vyhnance tmavě fialové.

Na počátku roku 1146 se Vladislav rozhodl podruhé zaútočit na své bratry. Nejprve se zdálo, že bude jen otázkou času, kdy se mu podaří sjednotit stát. Bez větších problémů dobyl Mazovsko a obléhal Poznaň, kde se snažil donutit své bratry, aby se vzdali. V Polsku však vypuklo povstání proti Vladislavovi, především kvůli zavraždění šlechtice Petra Wlasta. Vladislav i s manželkou Anežkou Babenberskou a syny Boleslavem a Měškem I. Křivonohým musel utéct ze země. Utekl nejprve za švagrem Vladislavem II. do Čech. Ten mu však pomoc nenabídl, a tak se Vladislav s rodinou odebral do Říše za králem Konrádem III., nevlastním bratrem Boleslavovi matky Anežky Babenberské. Král zde poskytl Vladislavovi i jeho rodině dočasný azyl na hradě Altenburg, který se však ukázal jako poslední. Kvůli nudě na hradě Altenburg,[zdroj⁠?!] se Boleslav rozhodl dostat do služeb římských králů. První z nich byl Konrád III., se kterým se Boleslav zúčastnil druhé křížové výpravy po boku Konráda III. nebo také po boku českého knížete později krále Vladislava II. Během ní navštívil mimo jiné i místa jako Konstantinopol a Svatou zemi. Po smrti Konráda III. v roce 1152, se novým římským králem stal jeho synovec Fridrich I. Barbarossa. Boleslav ihned vstoupil do jeho služeb jako rytíř. Fridrich, místo toho aby pomohl Vladislavovi získat polský trůn, odjel do Říma na císařskou korunovaci. Na cestu do Říma ho Boleslav doprovázel. V roce 1157 se císař Fridrich I. Barbarossa konečně rozhodl vydat do Polska. Výprava byla ohromná a polský kníže Boleslav IV. Kadeřavý se musel prohlásit vazalem k Říši. Vladislav byl smutný, protože se znovu nestal polským seniorem, a navíc se nevrátil ani do Slezska. Další šanci již nedostal, jelikož o dva roky později, v roce 1159 na hradě Altenberg zemřel.

### Slezský kníže

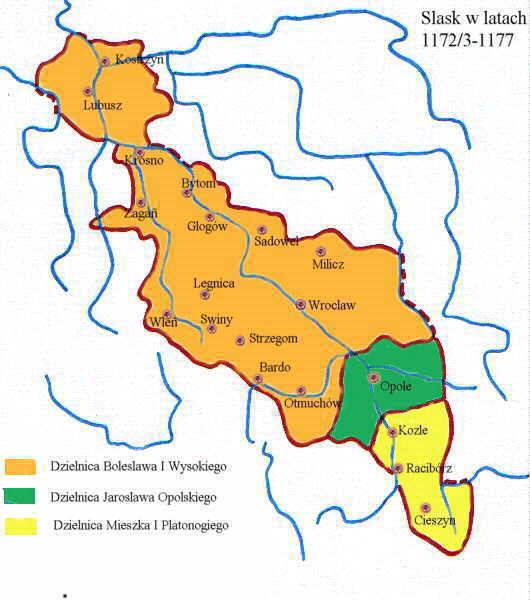
Slezsko v letech 1172–1177

I přes nepříjemné zacházení s Boleslavovou osobou, zůstal Boleslav Vysoký na straně císaře Fridricha I. Barbarossy. Boleslavova věrnost byla odměněna v roce 1163, kdy se Fridrichu I. Barbarossovi přes diplomacii podařilo prosadit, návrat synů Vladislava II. Vyhnance do Slezska. Barbarossa získal v Polsku spojence, takže problémy by směřovaly na Boleslava Vysokého a ne na něj, kdežto on by mohl zůstat v Říši. Boleslav se po 15 letech mohl vrátit do Slezska. Nejdůležitější hrady (Vratislav, Hlohov, Ratiboř, Opolí a Lehnice) však zůstali pod mocí Boleslava. V roce 1165 však Boleslav a jeho bratr Měšek I. Křivonohý ovládli i jmenované hrady. Boleslavova výprava skončila katastrofou a Boleslav IV. Kadeřavý se musel smířit s vládou svých synovců ve Slezsku. V roce 1172 se proti Boleslavovi vzpouřil jeho mladší bratr Měšek I. Křivonohý a nejstarší syn Jaroslav Opolský, který se měl stát biskupem z vůle matky, která chtěla aby byl jediný dědic. Boleslav utekl k císaři Barbarossovi. Tentokrát se Barbarossa rozhodl pomoci Boleslavovi silou, aby se vrátil do Slezska. Boleslav IV. Kadeřavý vyslal do Říše svého bratra Měška III. Starého s osmi tisíci hřivnami stříbra. Boleslav se vrátil do Slezska, ale vydělil Měškovi I. Křivonohému Ratibořské knížectví a Jaroslavovi Opolskému Opolské knížectví.

Po smrti Boleslava IV. Kadeřavého v roce 1173 se stal seniorem Měšek III. Starý. Už za čtyři roky proti němu však vypuklo povstání. Na stranu vzbouřenců se postavil Boleslav jakožto druhý nejstarší piastovec, Kazimír Spravedlivý. Mimo něho se vzpoury zúčastnil i jeho syn Odon, který měl být na přání otce knězem. Boleslav byl však ve Slezsku poražen Jaroslavem Opolským a Měškem I. Křivonohým. Boleslav se tak do Krakova dostavil jako vyhnanec, ne jako kandidát na seniora. Knížetem se stal Kazimír II. Spravedlivý. Boleslav se do Slezska mohl vrátit, ale musel vydělit svému nejmladšímu bratrovi Konrádovi Hlohovské knížectví. Po ztrátě Hlohovska se Boleslav soustředil více na vládu nad svým knížectvím, které dokončil jeho syn Jindřich I. Bradatý. Smrt jeho bratra Konráda v roce 1190 umožnila Boleslavovi vrátit Hlohovsko pod svou držbu. Boleslav založil cisterciácké opatství v Lubiążi, které se stalo pohřebištěm Piastovců. 22. března 1201 zemřel Jaroslav Opolský a jeho území připadlo do Boleslavova knížectví. Boleslav ho přežil pouze o několik měsíců, jelikož mezi 7. a 8. prosincem zemřel.